# Делосперма Купера
Делосперма Купера (лат. Delosperma cooperi) — вид суккулентных растений рода Делосперма (Delosperma), семейства Аизовые (Aizoaceae).
Одно из наиболее распространённых и неприхотливых «ледяных растений», которое быстро распространяется, образуя плотное растительное покрытие из сочной листвы с мясистыми листьями и ниспадающими стеблями. Особенно впечатляющими являются его цветки, представленные в широкой гамме пурпурных или розовых тонов, которые часто покрывают всю площадь, в результате чего оно получило популярное название «розовый ковёр». Эти многочисленные цветки появляются с июля по сентябрь и раскрываются в солнечные часы.

## Ботаническое описание

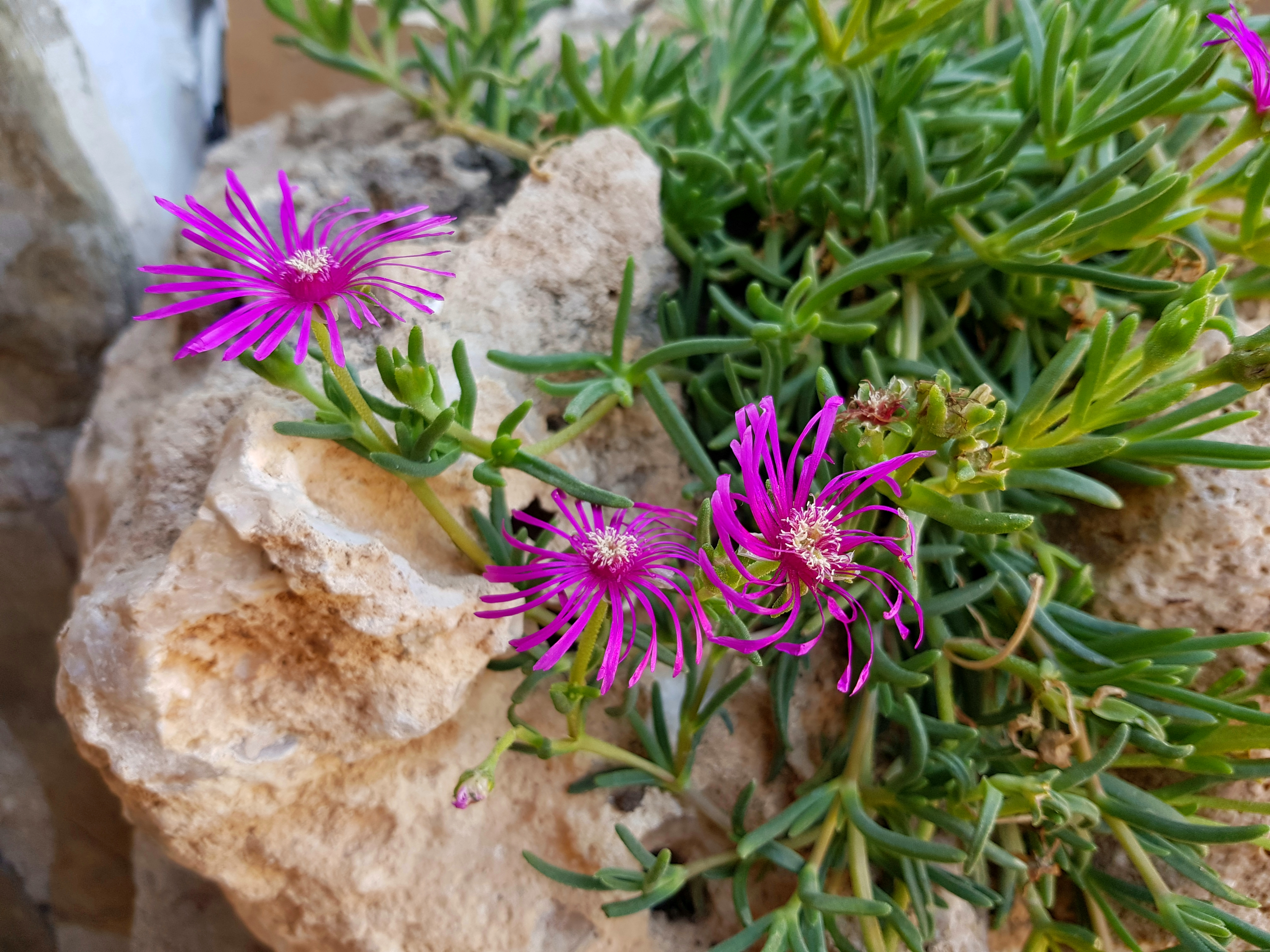
Пурпурные цветки

Многолетнее суккулентное растение, обычно достигает высоты примерно 10-15 см. Стебли стелющиеся, ветвящиеся и широко раскидистые. Они голые и имеют выраженные междоузлия, хотя они обычно короче листьев. Листья сидячие, супротивные, длинные и узкие, приблизительно цилиндрической формы, немного зауженные, блестящие, средне-зелёные, иногда с сизоватым оттенком, могут иметь мелкие сосочки, без опушения, длиной около 35-60 мм и шириной 6 мм, с короткими побегами в пазухах. Осенью они приобретают золотисто-жёлтую окраску, а на концах могут появляться розовые оттенки.
Цветки одиночные или собраны в небольшие кисти. Их диаметр составляет 30-50 мм, они могут быть розовыми, пурпурными или пурпурно-красными, с белым центром.

## Распространение
Природный ареал охватывает провинцию Фри-Стейт Южно-Африканской Республики и Лесото. С качестве интродуцированного встречается в  Испании.

## Таксономия
Delosperma cooperi (Hook.f.) L.Bolus, первое упоминание в Fl. Pl. South Africa 7: t. 261 (1927).

### Синонимы
- Mesembryanthemum cooperi Hook.f.

## Выращивание

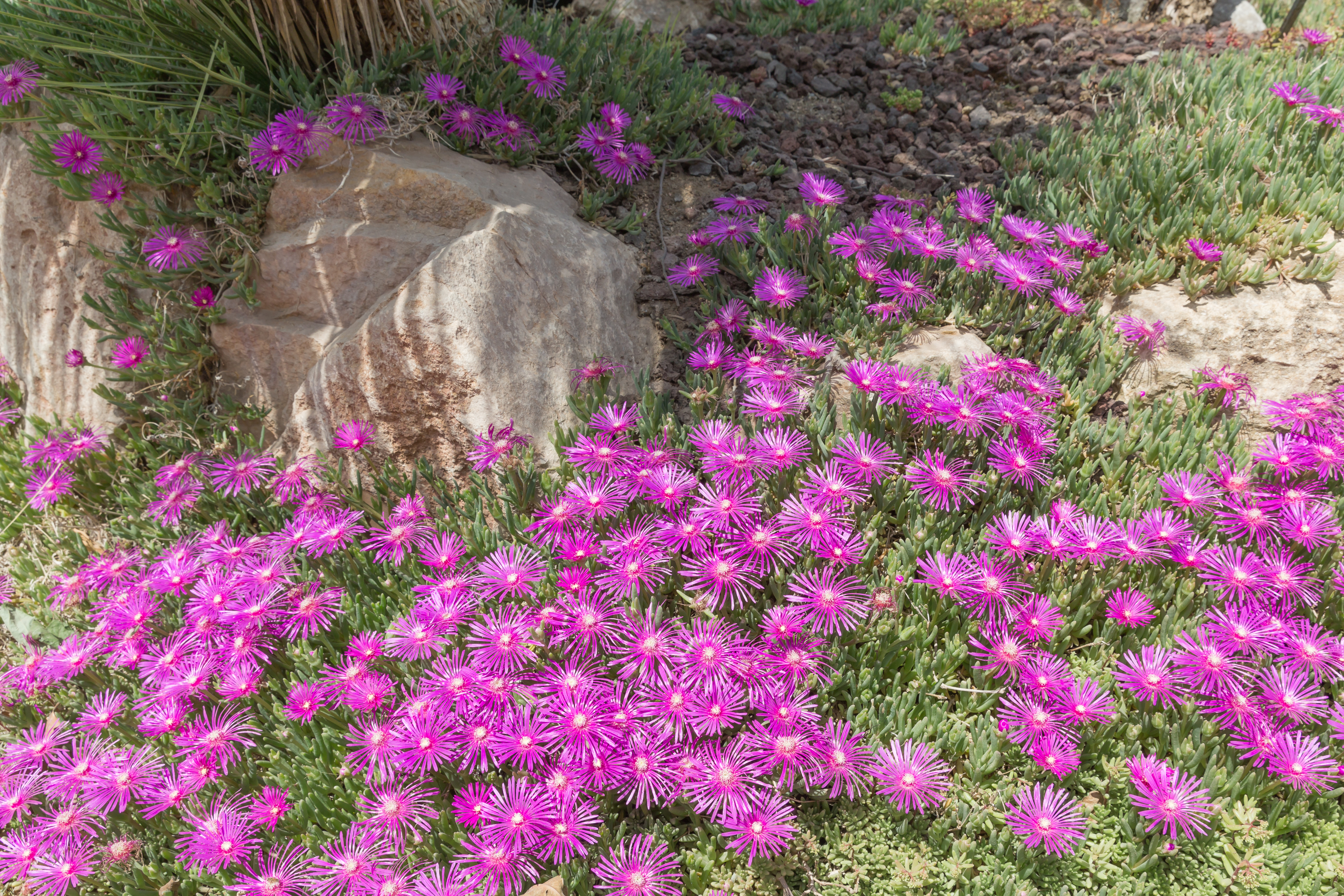
Почвопокровное растение

Вид проявляет высокую адаптивность к разнообразным типам почв и, является суккулентом, способным успешно расти в умеренном климате. Растение выдерживает некоторое количество влажности и холода, но не переносит долговременного затопления, поэтому предпочитает хорошо дренированные почвы или даже каменистые местности. Растение устойчиво как к высоким, так и к низким температурам. В регионах с сильными морозами рекомендуется выращивать в теплице или зимнем саду. Это растение идеально подходит для создания почвопокрытия в садах, требующих минимального ухода и полива. Оно хорошо сочетается с другими крупными и архитектурными суккулентами, такими как алоэ, агава или юкка, и может быть использовано как подвесное растение. Часто оно применяется на берегах морей для предотвращения эрозии. Благодаря своей огнестойкости, оно идеально подходит для засушливых районов, где часто возникают пожары. Для достижения эффекта покрытия поверхности почвы рекомендуется размещать растения на расстоянии около 30 см друг от друга. Размножение осуществляется черенкованием, а отдельные фрагменты растений, разбросанные по подготовленной поверхности, быстро приживаются и укореняются в течение нескольких дней.